# Vorzel'
Vorzel' (in ucraino Ворзель?) è un insediamento di tipo urbano (селище міського типу) dell'Ucraina, situato nell'oblast' di Kiev.